# UEFA Nations League 2018/19 Divisie D
De UEFA Nations League 2018/19 Divisie D was de vierde en laagste divisie van UEFA Nations League. Het toernooi dat de vriendschappelijk duels vervangt. Het toernooi begon in september 2018 en eindigde in november 2018. Aan dit toernooi deden 16 landen mee. Aanvankelijk zouden alleen de winnaars van de 4 groepen van deze divisie promoveren naar divisie C, maar dit werd later ongedaan gemaakt door het aantal landen in deze divisie te verlagen van 16 naar 7 in 2020. Hierdoor promoveerden ook nummers twee van de 4 groepen en de beste nummer drie naar divisie C.

## Beslissingscriteria
Als twee of meer landen in de groep gelijk eindigen, met evenveel punten, dan gelden de volgende criteria om te bepalen welk landen boven de ander eindigt:
1. Hoogste aantal punten verkregen bij de onderlinge wedstrijden tussen de teams;
2. Doelsaldo verkregen bij de onderlinge wedstrijden tussen de gelijk eindigende teams (als er meer dan twee teams gelijk staan);
3. Hoogste aantal gescoorde doelpunten verkregen bij de onderlinge wedstrijden tussen de teams (als er meer dan twee teams gelijk staan);
4. Hoogste aantal gescoorde uitdoelpunten verkregen bij de onderlinge wedstrijden tussen de teams
5. Als er na criteria 1 tot en met 4 nog steeds landen gelijk staan dan gelden de volgende criteria:
6. Doelsaldo in alle groepswedstrijden;
7. Aantal doelpunten gescoord in alle groepswedstrijden;
8. Aantal uitdoelpunten gescoord in alle groepswedstrijden;
9. Aantal overwinningen in alle groepswedstrijden;
10. Aantal uitoverwinningen in alle groepswedstrijden;
11. Fair-Playklassement van het toernooi (1 punt voor een enkele gele kaart, 3 punten voor een rode kaart ten gevolge van 2 gele kaarten, 3 punten voor een directe rode kaart, 4 punten voor een gele kaart gevolgd door een directe rode kaart);
12. Positie op de UEFA-coëfficiëntenranglijst;

## Deelnemende landen
De loting vond plaats op woensdag 24 januari 2018 in Lausanne, Zwitserland. Om politieke redenen mogen Armenië en Azerbeidzjan niet tegen elkaar loten. Vanwege de grote afstanden tussen bepaalde landen zijn er ook beperkingen wat betreft het aantal wedstrijden tussen afgelegen landen. Het gaat om de volgende combinaties: Andorra en Kazachstan, de Faeröer en Kazachstan, Gibraltar en Kazachstan en Gibraltar en Azerbeidzjan. Van deze combinaties mag er maximaal één per groep voorkomen, wat in deze editie het geval is in groep 1 (Andorra en Kazachstan).
| Team             | UEFA-coëfficiënt | Plaats |
| ---------------- | ---------------- | ------ |
| Azerbeidzjan     | 17,761           | 40     |
| Macedonië (PO)   | 17,071           | 41     |
| Wit-Rusland (PO) | 16,868           | 42     |
| Georgië (PO)     | 16,523           | 43     |

| Team      | UEFA-coëfficiënt | Plaats |
| --------- | ---------------- | ------ |
| Armenië   | 15,846           | 44     |
| Letland   | 15,821           | 45     |
| Faeröer   | 15,490           | 46     |
| Luxemburg | 14,231           | 47     |

| Team          | UEFA-coëfficiënt | Plaats |
| ------------- | ---------------- | ------ |
| Kazachstan    | 13,431           | 48     |
| Moldavië      | 13,130           | 49     |
| Liechtenstein | 10,950           | 50     |
| Malta         | 10,870           | 51     |

| Team        | UEFA-coëfficiënt | Plaats |
| ----------- | ---------------- | ------ |
| Andorra     | 10,240           | 52     |
| Kosovo (PO) | 9,950            | 53     |
| San Marino  | 8,190            | 54     |
| Gibraltar   | 7,550            | 55     |

| Legenda |                                            |
|         | Gepromoveerd naar een hogere divisie.      |
| PO      | Gekwalificeerd voor play-off voor EK 2020. |

## Groepen en wedstrijden

### Groep 1
| Pos | Team       | Wed | W | G | V | Ptn | DV | DT | +/− | Promotie of kwalificatie     |
| --- | ---------- | --- | - | - | - | --- | -- | -- | --- | ---------------------------- |
| 1   | Georgië    | 6   | 5 | 1 | 0 | 16  | 12 | 2  | +10 | Promotie naar divisie C      |
| 2   | Kazachstan | 6   | 1 | 3 | 2 | 6   | 8  | 7  | +1  | Promotie naar divisie C      |
| 3   | Letland    | 6   | 0 | 4 | 2 | 4   | 2  | 6  | −4  | Naar stand beste nummer drie |
| 4   | Andorra    | 6   | 0 | 4 | 2 | 4   | 2  | 9  | −7  |                              |

|                                                   |            |                                   |         |                                                                            |
| 6 september 2018 «onderlinge duels» 20:00 (UTC+6) | Kazachstan | 0 − 2                             | Georgië | Astana Arena, Astana Toeschouwers: 28.736 Scheidsrechter: Halil Umut Meler |
| 6 september 2018 «onderlinge duels» 20:00 (UTC+6) |            | 69' Tsjakvetadze 74' (e.d.) Malyi |         | Astana Arena, Astana Toeschouwers: 28.736 Scheidsrechter: Halil Umut Meler |

|                                                   |         |       |         |                                                                        |
| 6 september 2018 «onderlinge duels» 21:45 (UTC+3) | Letland | 0 − 0 | Andorra | Daugavastadion, Riga Toeschouwers: 4.803 Scheidsrechter: Keith Kennedy |
| 6 september 2018 «onderlinge duels» 21:45 (UTC+3) |         |       |         | Daugavastadion, Riga Toeschouwers: 4.803 Scheidsrechter: Keith Kennedy |

|                                                   |                        |       |         |                                                                                             |
| 9 september 2018 «onderlinge duels» 20:00 (UTC+4) | Georgië                | 1 − 0 | Letland | Boris Paitsjadzestadion, Tbilisi Toeschouwers: 45.716 Scheidsrechter: Anastasios Papapetrou |
| 9 september 2018 «onderlinge duels» 20:00 (UTC+4) | Okriasjvili 77' (pen.) |       |         | Boris Paitsjadzestadion, Tbilisi Toeschouwers: 45.716 Scheidsrechter: Anastasios Papapetrou |

|                                                    |           |       |                                     | |
| 10 september 2018 «onderlinge duels» 20:45 (UTC+2) | Andorra   | 1 − 1 | Kazachstan                          | Estadi Nacional, Andorra la Vella Toeschouwers: 1.235 Scheidsrechter: Vilhjálmur Alvar Þórarinsson |
| 10 september 2018 «onderlinge duels» 20:45 (UTC+2) | Aláez 86' |       | 68' Logvinenko 45+4', 77' Moezjikov | Estadi Nacional, Andorra la Vella Toeschouwers: 1.235 Scheidsrechter: Vilhjálmur Alvar Þórarinsson |

|                                                  |                                    |       |              |                                                                                        |
| 13 oktober 2018 «onderlinge duels» 18:00 (UTC+4) | Georgië                            | 3 − 0 | Andorra      | Boris Paitsjadzestadion, Tbilisi Toeschouwers: 35.214 Scheidsrechter: Leontios Trattou |
| 13 oktober 2018 «onderlinge duels» 18:00 (UTC+4) | Kazaisjvili 33', 84' Kankava 90+5' |       | 90+2' Vieira | Boris Paitsjadzestadion, Tbilisi Toeschouwers: 35.214 Scheidsrechter: Leontios Trattou |

|                                                  |                |       |                  |                                                                         |
| 13 oktober 2018 «onderlinge duels» 19:00 (UTC+3) | Letland        | 1 − 1 | Kazachstan       | Daugavastadion, Riga Toeschouwers: 4.878 Scheidsrechter: Harald Lechner |
| 13 oktober 2018 «onderlinge duels» 19:00 (UTC+3) | Karašausks 40' |       | 16' Zajnoetdinov | Daugavastadion, Riga Toeschouwers: 4.878 Scheidsrechter: Harald Lechner |

|                                                  |                                                               |       |                |                                                                         |
| 16 oktober 2018 «onderlinge duels» 21:00 (UTC+6) | Kazachstan                                                    | 4 − 0 | Andorra        | Astana Arena, Astana Toeschouwers: 19.854 Scheidsrechter: Sergiej Bojko |
| 16 oktober 2018 «onderlinge duels» 21:00 (UTC+6) | Seidakhmet 21' Toerysbek 39' Gómes 61' (e.d.) Moertazajev 74' |       | 63', 64' Alaez | Astana Arena, Astana Toeschouwers: 19.854 Scheidsrechter: Sergiej Bojko |

|                                                  |         |                                        |         |                                                                         |
| 16 oktober 2018 «onderlinge duels» 21:45 (UTC+3) | Letland | 0 − 3                                  | Georgië | Daugavastadion, Riga Toeschouwers: 3.185 Scheidsrechter: Petr Ardeleánu |
| 16 oktober 2018 «onderlinge duels» 21:45 (UTC+3) |         | 8' Kankava 29' Gvilia 61' Tsjakvetadze |         | Daugavastadion, Riga Toeschouwers: 3.185 Scheidsrechter: Petr Ardeleánu |

|                                                   |                  |       |            |                                                                     |
| 15 november 2018 «onderlinge duels» 21:00 (UTC+6) | Kazachstan       | 1 − 1 | Letland    | Astana Arena, Astana Toeschouwers: 21.463 Scheidsrechter: Jens Maae |
| 15 november 2018 «onderlinge duels» 21:00 (UTC+6) | Soejoembajev 37' |       | 49' Rakels | Astana Arena, Astana Toeschouwers: 21.463 Scheidsrechter: Jens Maae |

|                                                   |                 |       |                 |                                                                                     |
| 15 november 2018 «onderlinge duels» 20:45 (UTC+1) | Andorra         | 1 − 1 | Georgië         | Estadi Nacional, Andorra la Vella Toeschouwers: 1.311 Scheidsrechter: Radu Petrescu |
| 15 november 2018 «onderlinge duels» 20:45 (UTC+1) | C. Martínez 63' |       | 9' Tsjakvetadze | Estadi Nacional, Andorra la Vella Toeschouwers: 1.311 Scheidsrechter: Radu Petrescu |

|                                                   |         |            |         |                                                                                        |
| 19 november 2018 «onderlinge duels» 18:00 (UTC+1) | Andorra | 0 − 0      | Letland | Estadi Nacional, Andorra la Vella Toeschouwers: 1.021 Scheidsrechter: Halil Umut Meler |
| 19 november 2018 «onderlinge duels» 18:00 (UTC+1) |         | 38' Šabala |         | Estadi Nacional, Andorra la Vella Toeschouwers: 1.021 Scheidsrechter: Halil Umut Meler |

|                                                   |                                   |       |               |                                                                                     |
| 19 november 2018 «onderlinge duels» 21:00 (UTC+4) | Georgië                           | 2 − 1 | Kazachstan    | Boris Paitsjadzestadion, Tbilisi Toeschouwers: 52.220 Scheidsrechter: Tiago Martins |
| 19 november 2018 «onderlinge duels» 21:00 (UTC+4) | Merebashvili 59' Tsjakvetadze 84' |       | 90' Omirtajev | Boris Paitsjadzestadion, Tbilisi Toeschouwers: 52.220 Scheidsrechter: Tiago Martins |

### Groep 2
| Pos | Team        | Wed | W | G | V | Ptn | DV | DT | +/− | Promotie of kwalificatie     |
| --- | ----------- | --- | - | - | - | --- | -- | -- | --- | ---------------------------- |
| 1   | Wit-Rusland | 6   | 4 | 2 | 0 | 14  | 10 | 0  | +10 | Promotie naar divisie C      |
| 2   | Luxemburg   | 6   | 3 | 1 | 2 | 10  | 11 | 4  | +7  | Promotie naar divisie C      |
| 3   | Moldavië    | 6   | 2 | 3 | 1 | 9   | 4  | 5  | −1  | Naar stand beste nummer drie |
| 4   | San Marino  | 6   | 0 | 0 | 6 | 0   | 0  | 16 | −16 |                              |

|                                                   |                                                                 |       |            |                                                                          |
| 8 september 2018 «onderlinge duels» 19:00 (UTC+3) | Wit-Rusland                                                     | 5 − 0 | San Marino | Dinamostadion, Minsk Toeschouwers: 13.634 Scheidsrechter: Sandro Schärer |
| 8 september 2018 «onderlinge duels» 19:00 (UTC+3) | Stasevitsj 4' Drahoen 26', 87' Saroka 67' (pen.) Kavaljov 90+1' |       |            | Dinamostadion, Minsk Toeschouwers: 13.634 Scheidsrechter: Sandro Schärer |

|                                                   |                                                |       |          |                                                                                      |
| 8 september 2018 «onderlinge duels» 20:45 (UTC+1) | Luxemburg                                      | 4 − 0 | Moldavië | Stade Josy Barthel, Luxemburg-Stad Toeschouwers: 2.956 Scheidsrechter: Robert Harvey |
| 8 september 2018 «onderlinge duels» 20:45 (UTC+1) | Malget 34' O. Thill 60' Sinani 75' Martins 83' |       |          | Stade Josy Barthel, Luxemburg-Stad Toeschouwers: 2.956 Scheidsrechter: Robert Harvey |

|                                                    |            |                                    |           |                                                                           |
| 11 september 2018 «onderlinge duels» 20:45 (UTC+1) | San Marino | 0 − 3                              | Luxemburg | Stadio Olimpico, Serravalle Toeschouwers: 794 Scheidsrechter: Filip Glova |
| 11 september 2018 «onderlinge duels» 20:45 (UTC+1) |            | 9' Chanot 45+1' Joachim 52' Sinani |           | Stadio Olimpico, Serravalle Toeschouwers: 794 Scheidsrechter: Filip Glova |

|                                                    |          |       |             |                                                                            |
| 11 september 2018 «onderlinge duels» 21:45 (UTC+3) | Moldavië | 0 − 0 | Wit-Rusland | Stadionul Zimbru, Chisinau Toeschouwers: 4.942 Scheidsrechter: Mario Zebec |
| 11 september 2018 «onderlinge duels» 21:45 (UTC+3) |          |       |             | Stadionul Zimbru, Chisinau Toeschouwers: 4.942 Scheidsrechter: Mario Zebec |

|                                                  |                  |       |            |                                                                                   |
| 12 oktober 2018 «onderlinge duels» 21:45 (UTC+3) | Moldavië         | 2 − 0 | San Marino | Stadionul Zimbru, Chisinau Toeschouwers: 5.242 Scheidsrechter: Bryn Markham-Jones |
| 12 oktober 2018 «onderlinge duels» 21:45 (UTC+3) | Gînsari 31', 67' |       |            | Stadionul Zimbru, Chisinau Toeschouwers: 5.242 Scheidsrechter: Bryn Markham-Jones |

|                                                  |             |       |           |                                                                         |
| 12 oktober 2018 «onderlinge duels» 21:45 (UTC+3) | Wit-Rusland | 1 − 0 | Luxemburg | Dinamostadion, Minsk Toeschouwers: 14.122 Scheidsrechter: Ali Palabıyık |
| 12 oktober 2018 «onderlinge duels» 21:45 (UTC+3) | Saroka 43'  |       |           | Dinamostadion, Minsk Toeschouwers: 14.122 Scheidsrechter: Ali Palabıyık |

|                                                  |             |       |          |                                                                        |
| 15 oktober 2018 «onderlinge duels» 21:45 (UTC+3) | Wit-Rusland | 0 − 0 | Moldavië | Dinamostadion, Minsk Toeschouwers: 10.870 Scheidsrechter: Kevin Clancy |
| 15 oktober 2018 «onderlinge duels» 21:45 (UTC+3) |             |       |          | Dinamostadion, Minsk Toeschouwers: 10.870 Scheidsrechter: Kevin Clancy |

|                                                  |                                   |       |                    |                                                                                            |
| 15 oktober 2018 «onderlinge duels» 20:45 (UTC+1) | Luxemburg                         | 3 − 0 | San Marino         | Stade Josy Barthel, Luxemburg-Stad Toeschouwers: 2.876 Scheidsrechter: Aleksandrs Golubevs |
| 15 oktober 2018 «onderlinge duels» 20:45 (UTC+1) | Turpel 4' Sinani 65' V. Thill 73' |       | 42', 55' Gasperoni | Stade Josy Barthel, Luxemburg-Stad Toeschouwers: 2.876 Scheidsrechter: Aleksandrs Golubevs |

|                                                   |           |                  |             |                                                                                         |
| 15 november 2018 «onderlinge duels» 20:45 (UTC+1) | Luxemburg | 0 − 2            | Wit-Rusland | Stade Josy Barthel, Luxemburg-Stad Toeschouwers: 4.533 Scheidsrechter: Serdar Gözübüyük |
| 15 november 2018 «onderlinge duels» 20:45 (UTC+1) |           | 37', 54' Drahoen |             | Stade Josy Barthel, Luxemburg-Stad Toeschouwers: 4.533 Scheidsrechter: Serdar Gözübüyük |

|                                                   |            |              |          |                                                                                |
| 15 november 2018 «onderlinge duels» 20:45 (UTC+1) | San Marino | 0 − 1        | Moldavië | Stadio Olimpico, Serravalle Toeschouwers: 747 Scheidsrechter: Georgios Kominis |
| 15 november 2018 «onderlinge duels» 20:45 (UTC+1) |            | 78' Damașcan |          | Stadio Olimpico, Serravalle Toeschouwers: 747 Scheidsrechter: Georgios Kominis |

|                                                   |                    |       |           |                                                                                 |
| 18 november 2018 «onderlinge duels» 19:00 (UTC+2) | Moldavië           | 1 − 1 | Luxemburg | Stadionul Zimbru, Chisinau Toeschouwers: 4.642 Scheidsrechter: Adrien Jaccottet |
| 18 november 2018 «onderlinge duels» 19:00 (UTC+2) | Gînsari 58' (pen.) |       | 70' Bensi | Stadionul Zimbru, Chisinau Toeschouwers: 4.642 Scheidsrechter: Adrien Jaccottet |

|                                                   |            |                       |             |                                                                                  |
| 18 november 2018 «onderlinge duels» 18:00 (UTC+1) | San Marino | 0 − 2                 | Wit-Rusland | Stadio Olimpico, Serravalle Toeschouwers: 736 Scheidsrechter: Giorgi Kroeasjvili |
| 18 november 2018 «onderlinge duels» 18:00 (UTC+1) |            | 8' Drahoen 53' Saroka |             | Stadio Olimpico, Serravalle Toeschouwers: 736 Scheidsrechter: Giorgi Kroeasjvili |

### Groep 3
| Pos | Team         | Wed | W | G | V | Ptn | DV | DT | +/− | Promotie of kwalificatie     |
| --- | ------------ | --- | - | - | - | --- | -- | -- | --- | ---------------------------- |
| 1   | Kosovo       | 6   | 4 | 2 | 0 | 14  | 15 | 2  | +13 | Promotie naar divisie C      |
| 2   | Azerbeidzjan | 6   | 2 | 3 | 1 | 9   | 7  | 6  | +1  | Promotie naar divisie C      |
| 3   | Faeröer      | 6   | 1 | 2 | 3 | 5   | 5  | 10 | −5  | Naar stand beste nummer drie |
| 4   | Malta        | 6   | 0 | 3 | 3 | 3   | 5  | 14 | −9  |                              |

|                                                   |              |       |        |                                                                                 |
| 7 september 2018 «onderlinge duels» 20:00 (UTC+4) | Azerbeidzjan | 0 − 0 | Kosovo | Olympisch Stadion, Bakoe Toeschouwers: 19.500 Scheidsrechter: Ola Hobber Nilsen |
| 7 september 2018 «onderlinge duels» 20:00 (UTC+4) |              |       |        | Olympisch Stadion, Bakoe Toeschouwers: 19.500 Scheidsrechter: Ola Hobber Nilsen |

|                                                   |                                        |       |            |                                                                           |
| 7 september 2018 «onderlinge duels» 19:45 (UTC+1) | Faeröer                                | 3 − 1 | Malta      | Tórsvøllur, Tórshavn Toeschouwers: 3.234 Scheidsrechter: Ville Nevalainen |
| 7 september 2018 «onderlinge duels» 19:45 (UTC+1) | Edmundsson 31' Joensen 38' Hansson 52' |       | 42' Mifsud | Tórsvøllur, Tórshavn Toeschouwers: 3.234 Scheidsrechter: Ville Nevalainen |

|                                                    |                      |       |         |                                                                                   |
| 10 september 2018 «onderlinge duels» 20:45 (UTC+1) | Kosovo               | 2 − 0 | Faeröer | Fadil Vokrristadion, Pristina Toeschouwers: 12.677 Scheidsrechter: Bart Vertenten |
| 10 september 2018 «onderlinge duels» 20:45 (UTC+1) | Zeneli 50' Nuhiu 55' |       |         | Fadil Vokrristadion, Pristina Toeschouwers: 12.677 Scheidsrechter: Bart Vertenten |

|                                                    |                  |       |                |                                                                                |
| 10 september 2018 «onderlinge duels» 20:45 (UTC+1) | Malta            | 1 − 1 | Azerbeidzjan   | Ta' Qalistadion, Ta' Qali Toeschouwers: 4.500 Scheidsrechter: Nikola Dabanović |
| 10 september 2018 «onderlinge duels» 20:45 (UTC+1) | Agius 10' (pen.) |       | 26' Chalilzade | Ta' Qalistadion, Ta' Qali Toeschouwers: 4.500 Scheidsrechter: Nikola Dabanović |

|                                                  |         |                                     |              |                                                                         |
| 11 oktober 2018 «onderlinge duels» 19:45 (UTC+1) | Faeröer | 0 − 3                               | Azerbeidzjan | Tórsvøllur, Tórshavn Toeschouwers: 2.820 Scheidsrechter: Aleksej Jeskov |
| 11 oktober 2018 «onderlinge duels» 19:45 (UTC+1) |         | 28', 86' (pen.) Richard 67' Nazarov |              | Tórsvøllur, Tórshavn Toeschouwers: 2.820 Scheidsrechter: Aleksej Jeskov |

|                                                  |                             |       |                           |                                                                                 |
| 11 oktober 2018 «onderlinge duels» 20:45 (UTC+1) | Kosovo                      | 3 − 1 | Malta                     | Fadil Vokrristadion, Pristina Toeschouwers: 12.365 Scheidsrechter: Tamás Bognár |
| 11 oktober 2018 «onderlinge duels» 20:45 (UTC+1) | Kololli 30', 81' Muriqi 68' |       | 51' Agius 65', 71' Mifsud | Fadil Vokrristadion, Pristina Toeschouwers: 12.365 Scheidsrechter: Tamás Bognár |

|                                                  |                 |       |            |                                                                          |
| 14 oktober 2018 «onderlinge duels» 20:00 (UTC+4) | Azerbeidzjan    | 1 − 1 | Malta      | Olympisch Stadion, Bakoe Toeschouwers: 16.200 Scheidsrechter: Ivan Bebek |
| 14 oktober 2018 «onderlinge duels» 20:00 (UTC+4) | Abdoellajev 53' |       | 37' Muscat | Olympisch Stadion, Bakoe Toeschouwers: 16.200 Scheidsrechter: Ivan Bebek |

|                                                  |             |       |            |                                                                           |
| 14 oktober 2018 «onderlinge duels» 17:00 (UTC+1) | Faeröer     | 1 − 1 | Kosovo     | Tórsvøllur, Tórshavn Toeschouwers: 2.300 Scheidsrechter: Miroslav Zelinka |
| 14 oktober 2018 «onderlinge duels» 17:00 (UTC+1) | Joensen 50' |       | 9' Rashica | Tórsvøllur, Tórshavn Toeschouwers: 2.300 Scheidsrechter: Miroslav Zelinka |

|                                                   |                         |       |         |                                                                                |
| 17 november 2018 «onderlinge duels» 21:00 (UTC+4) | Azerbeidzjan            | 2 − 0 | Faeröer | Olympisch Stadion, Bakoe Toeschouwers: 12.653 Scheidsrechter: Demetrios Masias |
| 17 november 2018 «onderlinge duels» 21:00 (UTC+4) | Nazarov 18' Madatov 28' |       |         | Olympisch Stadion, Bakoe Toeschouwers: 12.653 Scheidsrechter: Demetrios Masias |

|                                                   |       |                                                     |        |                                                                                  |
| 17 november 2018 «onderlinge duels» 18:00 (UTC+1) | Malta | 0 − 5                                               | Kosovo | Ta' Qalistadion, Ta' Qali Toeschouwers: 2.115 Scheidsrechter: Bartosz Frankowski |
| 17 november 2018 «onderlinge duels» 18:00 (UTC+1) |       | 15' Muriqi 70' Kololli 78', 80' Avdijaj 86' Rashica |        | Ta' Qalistadion, Ta' Qali Toeschouwers: 2.115 Scheidsrechter: Bartosz Frankowski |

|                                                   |                                  |       |              |                                                                                  |
| 20 november 2018 «onderlinge duels» 20:45 (UTC+1) | Kosovo                           | 4 − 0 | Azerbeidzjan | Fadil Vokrristadion, Pristina Toeschouwers: 12.532 Scheidsrechter: Benoît Millot |
| 20 november 2018 «onderlinge duels» 20:45 (UTC+1) | Zeneli 2', 50', 76' Rrahmani 61' |       |              | Fadil Vokrristadion, Pristina Toeschouwers: 12.532 Scheidsrechter: Benoît Millot |

|                                                   |             |       |            |                                                                              |
| 20 november 2018 «onderlinge duels» 20:45 (UTC+1) | Malta       | 1 − 1 | Faeröer    | Ta' Qalistadion, Ta' Qali Toeschouwers: 2.152 Scheidsrechter: Vitali Mesjkov |
| 20 november 2018 «onderlinge duels» 20:45 (UTC+1) | Corbalan 4' |       | 3' Joensen | Ta' Qalistadion, Ta' Qali Toeschouwers: 2.152 Scheidsrechter: Vitali Mesjkov |

### Groep 4
| Pos | Team          | Wed | W | G | V | Ptn | DV | DT | +/− | Promotie of kwalificatie     |
| --- | ------------- | --- | - | - | - | --- | -- | -- | --- | ---------------------------- |
| 1   | Macedonië     | 6   | 5 | 0 | 1 | 15  | 14 | 5  | +9  | Promotie naar divisie C      |
| 2   | Armenië       | 6   | 3 | 1 | 2 | 10  | 14 | 8  | +6  | Promotie naar divisie C      |
| 3   | Gibraltar     | 6   | 2 | 0 | 4 | 6   | 5  | 15 | −10 | Naar stand beste nummer drie |
| 4   | Liechtenstein | 6   | 1 | 1 | 4 | 4   | 7  | 12 | −5  |                              |

|                                                   |                             |       |                                     |                                                                                               |
| 6 september 2018 «onderlinge duels» 20:00 (UTC+4) | Armenië                     | 2 − 1 | Liechtenstein                       | Republikeins Stadion Vazgen Sargsian, Jerevan Toeschouwers: 5.132 Scheidsrechter: Enea Jorgji |
| 6 september 2018 «onderlinge duels» 20:00 (UTC+4) | Pizzelli 31' Barseghyan 77' |       | 34' S. Wolfinger 38', 75' Polverino | Republikeins Stadion Vazgen Sargsian, Jerevan Toeschouwers: 5.132 Scheidsrechter: Enea Jorgji |

|                                                   |           |                            |           |                                                                          |
| 6 september 2018 «onderlinge duels» 20:45 (UTC+1) | Gibraltar | 0 − 2                      | Macedonië | Victoriastadion, Gibraltar Toeschouwers: 1.850 Scheidsrechter: Jens Maae |
| 6 september 2018 «onderlinge duels» 20:45 (UTC+1) |           | 19' Tričkovski 35' Alioski |           | Victoriastadion, Gibraltar Toeschouwers: 1.850 Scheidsrechter: Jens Maae |

|                                                   |                               |       |         |                                                                                   |
| 9 september 2018 «onderlinge duels» 18:00 (UTC+1) | Macedonië                     | 2 − 0 | Armenië | Philip II Arena, Skopje Toeschouwers: 4.730 Scheidsrechter: Manuel Schüttengruber |
| 9 september 2018 «onderlinge duels» 18:00 (UTC+1) | Alioski 14' (pen.) Pandev 59' |       |         | Philip II Arena, Skopje Toeschouwers: 4.730 Scheidsrechter: Manuel Schüttengruber |

|                                                   |                          |       |           |                                                                             |
| 9 september 2018 «onderlinge duels» 20:45 (UTC+1) | Liechtenstein            | 2 − 0 | Gibraltar | Rheinparkstadion, Vaduz Toeschouwers: 1.110 Scheidsrechter: Alan Mario Sant |
| 9 september 2018 «onderlinge duels» 20:45 (UTC+1) | Salanović 32' Wieser 72' |       |           | Rheinparkstadion, Vaduz Toeschouwers: 1.110 Scheidsrechter: Alan Mario Sant |

|                                                  |         |                         |           |                                                                                               |
| 13 oktober 2018 «onderlinge duels» 20:00 (UTC+4) | Armenië | 0 − 1                   | Gibraltar | Republikeins Stadion Vazgen Sargsian, Jerevan Toeschouwers: 14.986 Scheidsrechter: Fedayi San |
| 13 oktober 2018 «onderlinge duels» 20:00 (UTC+4) |         | 50' (pen.) J. Chipolina |           | Republikeins Stadion Vazgen Sargsian, Jerevan Toeschouwers: 14.986 Scheidsrechter: Fedayi San |

|                                                  |                                            |       |               |                                                                              |
| 13 oktober 2018 «onderlinge duels» 20:45 (UTC+1) | Macedonië                                  | 4 − 1 | Liechtenstein | Philip II Arena, Skopje Toeschouwers: 8.100 Scheidsrechter: Roi Reinshreiber |
| 13 oktober 2018 «onderlinge duels» 20:45 (UTC+1) | Trajkovski 10', 30' Pandev 36' Alioski 67' |       | 37' Yildiz    | Philip II Arena, Skopje Toeschouwers: 8.100 Scheidsrechter: Roi Reinshreiber |

|                                                  |                                                           |       |                  | |
| 16 oktober 2018 «onderlinge duels» 20:00 (UTC+4) | Armenië                                                   | 4 − 0 | Macedonië        | Republikeins Stadion Vazgen Sargsian, Jerevan Toeschouwers: 14.986 Scheidsrechter: Martin Strömbergsson |
| 16 oktober 2018 «onderlinge duels» 20:00 (UTC+4) | Pizzelli 12' Movsisjan 67' Ghazaryan 81' Mchitarjan 90+4' |       | 79', 90+3' Elmas | Republikeins Stadion Vazgen Sargsian, Jerevan Toeschouwers: 14.986 Scheidsrechter: Martin Strömbergsson |

|                                                  |                              |       |               |                                                                                  |
| 16 oktober 2018 «onderlinge duels» 20:45 (UTC+1) | Gibraltar                    | 2 − 1 | Liechtenstein | Victoriastadion, Gibraltar Toeschouwers: 2.000 Scheidsrechter: Vasilis Dimitriou |
| 16 oktober 2018 «onderlinge duels» 20:45 (UTC+1) | Cabrera 61' J. Chipolina 66' |       | 15' Salanović | Victoriastadion, Gibraltar Toeschouwers: 2.000 Scheidsrechter: Vasilis Dimitriou |

|                                                   |                           |       |                                                              |                                                                               |
| 16 november 2018 «onderlinge duels» 20:45 (UTC+1) | Gibraltar                 | 2 − 6 | Armenië                                                      | Victoriastadion, Gibraltar Toeschouwers: 1.955 Scheidsrechter: Kai Erik Steen |
| 16 november 2018 «onderlinge duels» 20:45 (UTC+1) | De Barr 10' Priestley 78' |       | 27', 48', 52', 54' Movsisjan 66' Kartashyan 90+4' Karapetian | Victoriastadion, Gibraltar Toeschouwers: 1.955 Scheidsrechter: Kai Erik Steen |

|                                                   |                 |       |                              |                                                                            |
| 16 november 2018 «onderlinge duels» 20:45 (UTC+1) | Liechtenstein   | 0 − 2 | Macedonië                    | Rheinparkstadion, Vaduz Toeschouwers: 2.116 Scheidsrechter: Petr Ardeleánu |
| 16 november 2018 «onderlinge duels» 20:45 (UTC+1) | Wieser 44', 50' |       | 53' Bardhi 90+1' Nestorovski | Rheinparkstadion, Vaduz Toeschouwers: 2.116 Scheidsrechter: Petr Ardeleánu |

|                                                   |                       |       |                           |                                                                           |
| 19 november 2018 «onderlinge duels» 20:45 (UTC+1) | Liechtenstein         | 2 − 2 | Armenië                   | Rheinparkstadion, Vaduz Toeschouwers: 1.166 Scheidsrechter: Alain Durieux |
| 19 november 2018 «onderlinge duels» 20:45 (UTC+1) | Büchel 44' Hasler 47' |       | 9' Adamyan 85' Karapetian | Rheinparkstadion, Vaduz Toeschouwers: 1.166 Scheidsrechter: Alain Durieux |

|                                                   |                                                  |       |           |                                                                           |
| 19 november 2018 «onderlinge duels» 20:45 (UTC+1) | Macedonië                                        | 4 − 0 | Gibraltar | Philip II Arena, Skopje Toeschouwers: 2.152 Scheidsrechter: Daniyar Sakhi |
| 19 november 2018 «onderlinge duels» 20:45 (UTC+1) | Bardhi 27' Nestorovski 67', 80' Trajkovski 90+2' |       |           | Philip II Arena, Skopje Toeschouwers: 2.152 Scheidsrechter: Daniyar Sakhi |

### Stand beste nummer drie
| Pos | Grp | Team      | Wed | W | G | V | Ptn | DV | DT | +/− | Promotie                |
| --- | --- | --------- | --- | - | - | - | --- | -- | -- | --- | ----------------------- |
| 1   | 2   | Moldavië  | 6   | 2 | 3 | 1 | 9   | 4  | 5  | −1  | Promotie naar divisie C |
| 2   | 4   | Gibraltar | 6   | 2 | 0 | 4 | 6   | 5  | 15 | −10 |                         |
| 3   | 3   | Faeröer   | 6   | 1 | 2 | 3 | 5   | 5  | 10 | −5  |                         |
| 4   | 1   | Letland   | 6   | 0 | 4 | 2 | 4   | 2  | 6  | −4  |                         |

## Eindstand
De eindstand werd bepaald op basis van de regels die de UEFA opstelde. Deze tabel begon bij nummer 40 omdat nummers 1 tot en met 39 genummerd zijn bij divisie A, B en C.
| Pos | Grp | Team          | Wed | W | G | V | Ptn | DV | DT | +/− |
| --- | --- | ------------- | --- | - | - | - | --- | -- | -- | --- |
| 40  | 1   | Georgië       | 6   | 5 | 1 | 0 | 16  | 12 | 2  | +10 |
| 41  | 4   | Macedonië     | 6   | 5 | 0 | 1 | 15  | 14 | 5  | +9  |
| 42  | 3   | Kosovo        | 6   | 4 | 2 | 0 | 14  | 15 | 2  | +13 |
| 43  | 2   | Wit-Rusland   | 6   | 4 | 2 | 0 | 14  | 10 | 0  | +10 |
|     |     |               |     |   |   |   |     |    |    |     |
| 44  | 2   | Luxemburg     | 6   | 3 | 1 | 2 | 10  | 11 | 4  | +7  |
| 45  | 4   | Armenië       | 6   | 3 | 1 | 2 | 10  | 14 | 8  | +6  |
| 46  | 3   | Azerbeidzjan  | 6   | 2 | 3 | 1 | 9   | 7  | 6  | +1  |
| 47  | 1   | Kazachstan    | 6   | 1 | 3 | 2 | 6   | 8  | 7  | +1  |
|     |     |               |     |   |   |   |     |    |    |     |
| 48  | 2   | Moldavië      | 6   | 2 | 3 | 1 | 9   | 4  | 5  | −1  |
| 49  | 4   | Gibraltar     | 6   | 2 | 0 | 4 | 6   | 5  | 15 | −10 |
| 50  | 3   | Faeröer       | 6   | 1 | 2 | 3 | 5   | 5  | 10 | −5  |
| 51  | 1   | Letland       | 6   | 0 | 4 | 2 | 4   | 2  | 6  | −4  |
|     |     |               |     |   |   |   |     |    |    |     |
| 52  | 4   | Liechtenstein | 6   | 1 | 1 | 4 | 4   | 7  | 12 | −5  |
| 53  | 1   | Andorra       | 6   | 0 | 4 | 2 | 4   | 2  | 9  | −7  |
| 54  | 3   | Malta         | 6   | 0 | 3 | 3 | 3   | 5  | 14 | −9  |
| 55  | 2   | San Marino    | 6   | 0 | 0 | 6 | 0   | 0  | 16 | −16 |

## Topscorers
| Pos. | Speler                |   | Gescoord met penalty | Pos.             | Speler                |   | Gescoord met penalty | Pos.                | Speler                  |   | Gescoord met penalty | Pos. | Speler         |   | Gescoord met penalty |
| ---- | --------------------- | - | -------------------- | ---------------- | --------------------- | - | -------------------- | ------------------- | ----------------------- | - | -------------------- | ---- | -------------- | - | -------------------- |
| 1.   | Stanislaw Drahoen     | 5 | 0                    |                  | Dimitrij Nazarov      | 2 | 0                    |                     | Hallur Hansson          | 1 | 0                    |      | Adam Priestley | 1 | 0                    |
| 1.   | Joera Movsisjan       | 5 | 0                    | Goran Pandev     | 0                     | 2 | Nicolas Hasler       | 0                   | Deniss Rakels           | 1 | 0                    |      |                | 1 |                      |
| 3.   | Giorgi Tsjakvetadze   | 4 | 0                    | Marcos Pizzelli  | 0                     | 2 | Aurélien Joachim     | 0                   | Amir Rrahmani           | 1 | 0                    |      |                | 1 |                      |
| 3.   | Arbër Zeneli          | 4 | 0                    | Milot Rashica    | 0                     | 2 | Artūrs Karašausks    | 0                   | Yerkebulan Seidakhmet   | 1 | 0                    |      |                | 1 |                      |
| 5.   | Ezgjan Alioski        | 3 | 1                    | Richard          | 1                     | 2 | Artur Kartashyan     | 0                   | Igor Stasevitsj         | 1 | 0                    |      |                | 1 |                      |
| 5.   | Radu Gînsari          | 3 | 1                    | Dennis Salanović | 0                     | 2 | Joeri Kavaljov       | 0                   | Gafoerzjan Soejoembajev | 1 | 0                    |      |                | 1 |                      |
| 5.   | René Joensen          | 3 | 0                    | 27.              | Araz Abdoellajev      | 1 | 0                    | Tamkin Chalilzade   | 0                       | 1 | Olivier Thill        | 0    |                | 1 |                      |
| 5.   | Benjamin Kololli      | 3 | 0                    | 27.              | Sargis Adamyan        | 1 | 0                    | Yuri Logvinenko     | 0                       | 1 | Vincent Thill        | 0    |                | 1 |                      |
| 5.   | Ilija Nestorovski     | 3 | 0                    | 27.              | Jordi Aláez           | 1 | 0                    | Mahir Madatov       | 0                       | 1 | Ivan Tričkovski      | 0    |                | 1 |                      |
| 5.   | Anton Saroka          | 3 | 1                    | 27.              | Tjay De Barr          | 1 | 0                    | Kevin Malget        | 0                       | 1 | David Turpel         | 0    |                | 1 |                      |
| 5.   | Danel Sinani          | 3 | 0                    | 27.              | Tigran Barseghyan     | 1 | 0                    | Cristian Martínez   | 0                       | 1 | Baoejrzjan Toerysbek | 0    |                | 1 |                      |
| 5.   | Aleksandar Trajkovski | 3 | 0                    | 27.              | Stefano Bensi         | 1 | 0                    | Christopher Martins | 0                       | 1 | Sandro Wieser        | 0    |                | 1 |                      |
| 13.  | Andrei Agius          | 2 | 1                    | 27.              | Marcel Büchel         | 1 | 0                    | Henrich Mchitarjan  | 0                       | 1 | Sandro Wolfinger     | 0    |                | 1 |                      |
| 13.  | Donis Avdijaj         | 2 | 0                    | 27.              | George Cabrera        | 1 | 0                    | Giorgi Merebasjvili | 0                       | 1 | Seyhan Yildiz        | 0    |                | 1 |                      |
| 13.  | Enis Bardhi           | 2 | 0                    | 27.              | Maxime Chanot         | 1 | 0                    | Michael Mifsud      | 0                       | 1 | Baktiar Zajnoetdinov | 0    |                | 1 |                      |
| 13.  | Joseph Chipolina      | 2 | 1                    | 27.              | Juan Carlos Corbalan  | 1 | 0                    | Roman Moertazajev   | 0                       | 1 |                      |      |                |   |                      |
| 13.  | Dzjaba Kankava        | 2 | 0                    | 27.              | Vitalie Damașcan      | 1 | 0                    | Rowen Muscat        | 0                       | 1 |                      |      |                |   |                      |
| 13.  | Aleksandre Karapetian | 2 | 0                    | 27.              | Jóan Símun Edmundsson | 1 | 0                    | Atdhe Nuhiu         | 0                       | 1 |                      |      |                |   |                      |
| 13.  | Valeri Kazaisjvili    | 2 | 0                    | 27.              | Gevorg Ghazaryan      | 1 | 0                    | Tornike Okriasjvili | 1                       | 1 |                      |      |                |   |                      |
| 13.  | Vedat Muriqi          | 2 | 0                    | 27.              | Valerian Gvilia       | 1 | 0                    | Oralchan Omirtajev  | 0                       | 1 |                      |      |                |   |                      |

| Eigen doelpunt | Eigen doelpunt | Eigen doelpunt | Eigen doelpunt |
| Pos.           | Speler         |                | Tegenstander   |
| -------------- | -------------- | -------------- | -------------- |
| 1.             | Josep Gómes    | 1              | Kazachstan     |
| 1.             | Sergiej Malyi  | 1              | Georgië        |

## EK 2020 play-off
Uit iedere divisie speelden 4 landen die zich niet wisten te plaatsen via het reguliere kwalificatietoernooi voor een plek op het EK. 20 landen plaatsen zich via het reguliere toernooi en daarbij komen dus de 4 winnaars van deze play-off waardoor het uiteindelijk aantal op 24 zal uitkomen. De 4 groepswinnaars speelden deze play-off. Op 22 november 2019 werd er bij de loting bepaald dat de winnaar van de wedstrijd tussen Georgië en Wit-Rusland werd benoemd als 'thuisspelend' land tijdens de finale. De wedstrijden werden gespeeld tussen 8 oktober en 12 november 2020.
Schema
|  | halve finale      | halve finale   |  |                   | finale           | finale           |
|  |                   |                |  |                   |                  |                  |
|  | 8 oktober 2020    |                |  |                   |                  |                  |
|  | Georgië *         | 1              |  |                   |                  |                  |
|  | Wit-Rusland       | 0              |  |                   | 12 november 2020 | 12 november 2020 |
|  |                   |                |  |                   | Georgië          | 0                |
|  | 8 oktober 2020    | 8 oktober 2020 |  | Noord-Macedonië * | 1                |                  |
|  | Noord-Macedonië * | 2              |  |                   |                  |                  |
|  | Kosovo            | 1              |  |                   |                  |                  |